# San Gregorio VII (titre cardinalice)
Le titre cardinalice de San Gregorio VII (Saint Grégoire VII) est institué le 29 avril 1969 par le pape Paul VI.
Le titre cardinalice est attribué à un cardinal-prêtre et rattaché à l'église San Gregorio VII (it) dans le quartier Aurelio dans l'ouest de Rome.

## Titulaires
- Eugênio de Araújo Sales (1969-2012)
- Baselios Cleemis (2012-présent)

## Sources
- (it) Cet article est partiellement ou en totalité issu de l’article de Wikipédia en italien intitulé « San Gregorio VII (titolo cardinalizio) » (voir la liste des auteurs).